# Vailate

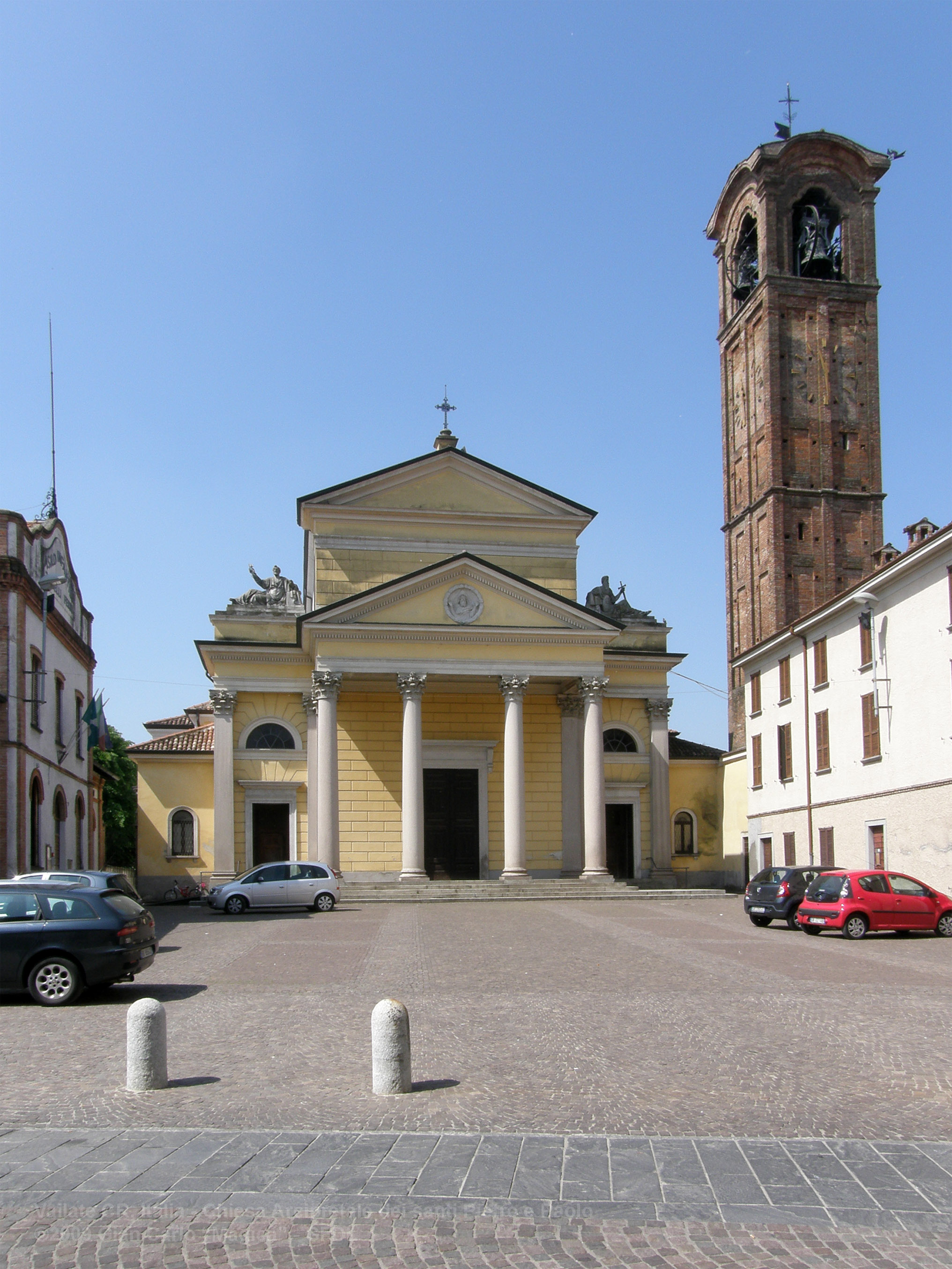
Parochialkirche in Vailate

Vailate ist eine norditalienische Gemeinde (comune) mit 4617 Einwohnern (Stand 31. Dezember 2023) in der Provinz Cremona in der Lombardei. Die Gemeinde liegt etwa 48,5 Kilometer nordwestlich von Cremona und etwa 33,5 Kilometer östlich von Mailand. Vailate grenzt unmittelbar an die Provinz Bergamo.

## Persönlichkeiten
- Jacobinus de Vaylate (* um 1415 in Vailate; † nach 1476 ebenda ?), Maler tätig in der Kirche Santa Maria in Selva zu Locarno[2]
- Pierino Baffi (1930–1985), Radrennfahrer
- Giancarlo Perego (* 1960), römisch-katholischer Geistlicher, Erzbischof von Ferrara-Comacchio
- Adriano Baffi (* 1962), Radrennfahrer und Sportmanager